# Chrysops flavipes
Chrysops flavipes ist eine Fliege aus der Familie der Bremsen (Tabanidae).

## Merkmale
Die Fliegen erreichen eine Körperlänge von 6 bis 11 Millimetern. Sie sieht der Goldaugenbremse (Chrysops relictus) sehr ähnlich. Das Mesonotum und Schildchen (Scutellum) sind ebenso schwarz glänzend mit einer braungelben Behaarung, die Pleuren tragen schwarze Haarstreifen. Auch der Hinterleib ist sehr ähnlich gefärbt. Die Oberseite der Tergite ist hellgelb mit schwarzen Flecken bzw. schwarz mit hellgelblichen Dreiecken. Die durchsichtigen Flügel sind mosaikartig mit braunen Flecken gefärbt.
Von der ähnlichen Art unterscheidet sich Chrysops flavipes durch einen hellen Fleck auf der Diskoidalzelle der Flügel und einen dunklen Spitzenfleck, der die Flügelader R4 weniger als deren halbe Länge überlappt. Bei den Männchen liegen die Facettenaugen sehr nahe beieinander, stoßen jedoch nicht zusammen. Die Weibchen haben eine breite, ovale Stirnschwiele. Ihr drittes Fühlerglied ist schwarz, das Schildchen ist graugrün gefärbt und glänzt mittig schwarz. Das erste Tergit am Hinterleib trägt einen schwarzen, hinten keilförmig ausgeschnittenen Fleck, das zweite Tergit trägt zwei keilförmige Flecken, die vorne zusammenlaufen. Solche Flecken finden sich auch auf dem dritten und vierten Tergit, dort jedoch treffen sie sich nicht.

## Vorkommen und Lebensweise
Die Art ist von Südwesteuropa über Nordafrika bis nach Zentralasien verbreitet.

## Belege